# Непокорна душа
„Непокорна душа“ (на испански: Alma rebelde) е мексиканска теленовела, режисирана от Марта Луна, Карина Дупрес и Мигел Корсега, и продуцирана от Никандро Диас Гонсалес за Телевиса през 1999 г. Адаптация е на мексиканската теленовела Опърничавата от 1987 г., създадена от Илда Моралес де Айоис.
В главните роли са Лисет Морелос и Едуардо Верастеги, а в отрицателните – Карла Алварес и Ариел Лопес Падия. Специално участие взема първата актриса Ана Мартин.

## Сюжет
Ана Кристина Ривера Хил е млада жена, колкото красива, толкова и арогантна. Тя е благословена с цялата красота и чувственост, която всяка жена би искала, но изглежда, че са забравили да ѝ „дадат“ сърце. Но много скоро ще научи, че не може да преживее живота, като стъпва на всички, без да плаща последствията.
Ана Кристина е напът да се омъжи за Дамян Монторо, когато открива, че я е мамил, затова тя решава да разтрогне годежа им, без да мисли за последствията. Гордата млада жена не знае, че баща ѝ, дон Марсело, има дълъг дълг към Дамян, на когото е подписал правен документ, и който Дамян ще използва срещу него, ако Ана Кристина не се омъжи за него.
Скроменият строителен инженер Емилиано Ернандес пристига в града и незабавно е запленен от красотата на Ана Кристина. Въпреки това, тя не смее да разговаря с него за любовта, тъй като знае, че е ангажирана с Дамян Монторо. Но Ана Кристина има други планове и грубо решава да използва Емилиано, за да отмъсти на Дамян, а в същото време да даде урок на баща си, че я е накарал да направи нещо против волята ѝ.
Когато Емилиано разбира, той се чувства зле, знаейки, че е бил използван като марионетка от жената, която обича. Той се чувства дълбоко обиден, разочарован и предаден от любовта си. Но това чувство на предателство ще му даде сила за отмъщение. Сега е негов ред и няма да загуби възможността да накаже Ана Кристина за жестокостта ѝ. За учудване Ана Кристина осъзнава, че е лудо влюбена в него.
Когато признава любовта си към него, е твърде късно – Емилиано е изпълнен с негодувание и единственото му желание е да я накара да страда. Между болката и сълзите, Ана Кристина ще научи, че ранено сърце не може да бъде излекувано чрез разкаяние. Ще разбере, че раненото сърце може да бъде излекувано само чрез силата на любовта и жертвата.

## Актьори
Част от актьорския състав:
- Лисет Морелос – Ана Кристина Ривера Хил де Ернандес
- Едуардо Верастеги – Емилиано Ернандес / Мауро
- Карла Алварес – Рита Алварес
- Ариел Лопес Падия – Дамян Монторо
- Ана Мартин – Клара Ернандес
- Арлет Теран – Одет Фуентес Кано Ривера Хил
- Арасели Арамбула – Мария Елена Ернандес
- Ото Сирго – Марсело Ривера Хил
- Хулио Алеман – Диего Перейра
- Марисол Сантакрус – Лаиса Монтемайор
- Густаво Рохо – Октавио Фуентес Кано
- Мариагна Пратс – Клеменсия
- Елисабет Дупейрон – Памела
- Хуан Пабло Гамбоа – Алесандро
- Андреа Легунес – Анхела Ернандес
- Евита Муньос „Чачита“ – Беренис
- Алехандра Прокуна – Ирис
- Майрин Вилянуева – Паула
- Оскар Морели – Еваристо
- Елса Карденас – Наталия
- Габриел Сото – Владимир Монтенегро

## Премиера
Премиерата на Непокорна душа е на 19 юли 1999 г. по Canal de las Estrellas. Последният 90. епизод е излъчен на 19 ноември 1999 г.

## Награди и номинации
Награди TVyNovelas
| Категория               | Номиниран         | Резултат   |
| ----------------------- | ----------------- | ---------- |
| Най-добра млада актриса | Лисет Морелос     | Номинирана |
| Най-добър млад актьор   | Едуардо Верастеги | Номиниран  |

## Версии
- Опърничавата, мексиканска теленовела, режисирана от Беатрис Шеридан и Лоренсо де Родас, и продуцирана от Хулиса за Телевиса през 1987 г., с участието на Летисия Калдерон и Артуро Пениче.